# Internationaux de Strasbourg 1987
Grand Prix de Strasbourg 1987 — жіночий тенісний турнір, що проходив на відкритих кортах з ґрунтовим покриттям у Страсбург (Франція). Належав до турнірів категорії 1+ в рамках Світової чемпіонської серії Вірджинії Слімс 1987. Турнір відбувся вперше і тривав з 18 до 24 травня 1987 року. Четверта сіяна Карлінг Бассетт здобула титул в одиночному розряді.

## Фінальна частина

### Одиночний розряд
Карлінг Бассетт —  Сандра Чеккіні 6–3, 6–4
- Для Бассетт це був 1-й титул за рік і 2-й - за кар'єру.

### Парний розряд
Яна Новотна /  Катрін Сюїр —  Кетлін Горват /  Марселла Мескер 6–0, 6–2